# Hebert Revetria
Hebert Carlos Revetria Acevedo (Montevideo, 27 de agosto de 1955) es un exfutbolista uruguayo que jugaba como delantero.

## Trayectoria
Jugó en Cruzeiro de Brasil, en Tampico Madero, Neza y Universidad Autónoma de Guadalajara de México, en Deportes Tolima de Colombia y en Cobreloa y Colo-Colo de Chile. Justamente en el club chileno Colo-Colo se le recuerda por su gran actuación en la final contra Palestino en 1986. 
Además vistió la camiseta de los dos Equipos más importantes fútbol uruguayo, Nacional y Peñarol.
Fue campeón en Brasil, Chile y Uruguay y uno de sus más gloriosos días fue cuando, en su debut, en el Cruzeiro brasileño anotó tres veces para derrotar 3-2 el tradicional rival Atlético Mineiro en el Campeonato Mineiro en 1977.
El relator Heber Pinto lo llamó «El cañón del Parque» y también se lo conocía como «Artimito».

## Clubes
| Club            | País     | Año       |
| --------------- | -------- | --------- |
| Nacional        | Uruguay  | 1972-1976 |
| Cruzeiro        | Brasil   | 1977-1978 |
| Tampico         | México   | 1979-1981 |
| Neza            | México   | 1981-1982 |
| Tecos           | México   | 1982-1983 |
| Tampico Madero  | México   | 1983-1984 |
| Deportes Tolima | Colombia | 1984      |
| Peñarol         | Uruguay  | 1984-1985 |
| Colo-Colo       | Chile    | 1986-1987 |
| Cobreloa        | Chile    | 1987-1988 |
| River Plate     | Uruguay  | 1989-1990 |

### Distinciones individuales
| Distinción                                  | Año  |
| ------------------------------------------- | ---- |
| Máximo goleador de la Liga Mayor (14 goles) | 1976 |